# Novibipalium
Novibipalium és un gènere de planària terrestre que es caracteritza per presentar un fals penis o beina allargada del penis constituïda per una prolongació de l'antre masculí. Se'n coneixen sis espècies.

## Descripció
Els Novibipalium comparteixen moltes característiques amb els Bipalium. Es diferencien de la resta de bipalins per tenir la paret de la cavitat masculina molt musculosa. Aquesta paret pot esdevenir una beina del penis o fals penis que proporciona un segon o distal conducte ejaculador. La segona característica diagnòstica dels Novibipalium és que la seva papil·la peniana està reduïda o és absent.